# تجمع بدو غيضة البهيش (بروم ميفع)

تعديل مصدري - تعديل

تجمع بدو غيضة البهيش هي إحدى قرى عزلة بروم بمديرية بروم ميفع التابعة لمحافظة حضرموت، بلغ تعداد سكانها 135 نسمة حسب تعداد اليمن لعام 2004.